# David Fynn
David Fynn (* um 1982 in Cork) ist ein irischer Schauspieler.

## Leben und Karriere
David Fynn wurde in der Stadt Cork geboren. Als er vier Jahre als war, zogen seine Eltern mit ihm und seinen zwei jüngeren Geschwistern nach London. Während der Schulzeit entwickelte er das Interesse für das Schauspiel, weshalb er in London eine Dramaschule besuchte. Fynn ist seit 2006 als Schauspieler aktiv. Im Laufe seines Lebens arbeitete er auch als Kellner, Barkeeper und er war bisher vor allem in britischen sowie amerikanischen Film- und Fernsehproduktionen zu sehen, darunter Spooks – Im Visier des MI5, Doctor Who, Game of Thrones oder Sherlock. Von 2014 bis 2016 spielte er eine Hauptrolle in der US-amerikanischen Sitcom Undateable.
Viele Jahre lang stand er im Londoner West End für Andrew Lloyd Webbers Musical School of Rock, basierend auf dem gleichnamigen Film von 2003, auf der Bühne, wofür er 2017 eine Nominierung für einen Olivier Award erhielt.

## Filmografie (Auswahl)
- 2006: Spooks – Im Visier des MI5 (Spooks, Fernsehserie, Episode 5x05)
- 2009: The Inbetweeners (Fernsehserie, Episode 2x02)
- 2010: Verlobung auf Umwegen (Leap Year)
- 2010: Doctor Who (Fernsehserie, Episode 5x12)
- 2010: Peep Show (Fernsehserie, Episode 7x02)
- 2011: Doctors (Seifenoper)
- 2011: Pete Versus Life (Fernsehserie, 6 Episoden)
- 2011: Black Mirror (Fernsehserie, Episode 1x02)
- 2012: Game of Thrones (Fernsehserie, Episode 2x04)
- 2012: Parents (Fernsehserie, 1x02)
- 2013: Mayday (Fernsehserie, 4 Episoden)
- 2013: Big Bad World (Fernsehserie, 8 Episoden)
- 2014: Sherlock: Der leere Sarg (The Empty Hearse, Fernsehfilm)
- 2014–2016: Undateable (Fernsehserie, 36 Episoden)
- 2017: Porn Again (Mini-Serie, 3 Episoden)
- 2019: Whiskey Cavalier (Fernsehserie, 2 Episoden)
- 2019: Married Young
- seit 2020: Trolls: TrollsTopia (Fernsehserie, Stimme)
- 2021: The Pembrokeshire Murders (Miniserie, 3 Episoden)
- 2021: The Mauritanian
- 2024: Here